# アナサジ (X-ファイルのエピソード)
「アナサジ」（原題:Anasazi）は『X-ファイル』のシーズン2第25話で、1995年5月19日にFOXが初めて放送した。なお、本エピソードは「ミソロジー」に属するエピソードである。本エピソードではオープニングのスローガンが「éí 'aaníígÓÓ 'áhoot'é」（ナバホ語で「真実はそこにある」）となっている。
本エピソードはシーズン3第1話「祈り」、第2話「ペーパークリップ」へと続く。

## スタッフ
- 監督:R・W・グッドウィン
- 脚本:クリス・カーター
- 原案:クリス・カーター、デイヴィッド・ドゥカヴニー

## キャスト

### レギュラー
- デイヴィッド・ドゥカヴニー - フォックス・モルダー特別捜査官
- ジリアン・アンダーソン - ダナ・スカリー特別捜査官

### ゲスト
- ミッチ・ピレッジ - ウォルター・スキナーFBI副長官
- ウィリアム・B・デイヴィス - シガレット・スモーキング・マン
- ピーター・ドゥナット - ウィリアム・モルダー
- フロイド・ウェスターマン - アルバート・ホスティン
- ニコラス・リー - アレックス・クライチェック
- ブルース・ハーウッド - ジョン・フィッツジェラルド・バイヤース
- トム・ブレイドウッド - メルビン・フロヒキー
- ディーン・ハグランド - リチャード・ラングリー
- バーニー・コールソン - ケネス・スーナ（ザ・シンカー）

## ストーリー
ナバホ族の居留地の近くにある砂漠で2人の子供が地中に埋まっている貨車を発見した。その貨車を調べてみると、中には未知の生物の死体が入っていた。2人は居留地の人びとに自分たちが発見したものについて報告する。それを聞く人々の中には、ナバホ族の長老、アルバート・ホスティンがいた。
「ザ・シンカー」という名前でハッカーとして活動するケネス・スーナはアメリカ国防総省のデータベースに侵入し、地球外生命体に関する極秘資料を入手した。資料の流出を知ったシンジケートのメンバーは戦慄するが、シガレット・スモーキング・マンは「すでに手は打ってあるから心配は無用だ」と言った。スーナはローン・ガンメンを通してモルダーにファイルを渡そうとした。モルダーがスーナに会うために講演へ向かおうとした矢先、同じアパートの住人が夫を射殺する事件が起きる。
モルダーはスーナから極秘ファイルが入ったカセットテープを渡された。ついに真実を知ることができると興奮したモルダーはFBIでそのテープを読み取るが、ファイルは暗号化されていて解読できなかった。最初にそれを見たモルダーは騙されたと憤慨するが、そばで見ていたスカリーがテープがナバホ語で書かれていることに気が付く。モルダーの頼みもあって、スカリーはナバホ語の専門家に翻訳を依頼しに行った
スキナーはモルダーを呼び出し、不審なテープを入手しなかったかと訊いた。それを聞いたモルダーは突然色をなし、スキナーに殴り掛かったが周囲の人間に押さえつけられた。その一件を受けてFBIは懲戒委員会を開き、まずスカリーを尋問した。申し開きによってはモルダーは解雇される可能性があった。
マサチューセッツ州マーサズ・ヴィニヤード。シガレット・スモーキング・マンはモルダーの父親、ウィリアムを訪ね、「君の息子が極秘ファイルを入手した可能性がある。」と告げた。その頃、スカリーはナバホ語の専門家にファイルの翻訳を依頼したが、ファイルの暗号化に使われていたナバホ語の文法が古すぎて解読できなかった。しかし、スカリーはその専門家からコードトーカーとして米軍に奉職したこともある人物を紹介される。
モルダーは父親から呼び出されてマサチューセッツに向かっていた頃、スカリーがモルダーのアパートを訪れる。スカリーはそこで何者かから狙撃される。その頃、モルダーは父親に会っていた。ウィリアムは全ての真実を息子に告げようとしていた。しかし、真実を告げる前にウィリアムはクライチェックに殺されてしまった。モルダーがスカリーに電話すると、すぐに現場から離れてと言われた。スカリーは自宅にモルダーを招き入れるが、モルダーが寝ている間に彼の銃を隠した。
スカリーはモルダーの銃がウィリアムを撃った銃ではないことを証明しようとした。しかし、これがモルダーの怒りを招いた。モルダーはスカリーが自分を疑っていると思ったのである。スカリーはモルダーのアパートの水道水に何かが混入しているのを発見する。モルダーが自宅に戻ると、クライチェックがそこにいるのに気が付く。クライチェックはモルダーを殺そうとしていたのである。モルダーは父親を殺したクライチェックを殺そうとしたが、スカリーがモルダーを銃で撃った。結果として、クライチェックが逃げおおせることにはなったが、モルダーが殺人犯になることは防げた。
スカリーは意識を失ったモルダーを車に乗せてニューメキシコ州へ向かった。モルダーが意識を取り戻すと、スカリーは水道水に興奮剤が混入していた事実を彼に告げ、ナバホ族の長老、アルバート・ホスティンを紹介した。
テープ内にはスカリーとデュエイン・ベリー（シーズン2第5話「昇天 Part.1」、第6話「昇天 Part.2」を参照）に関する情報もあった。ホスティンはモルダーに謎の生命体の死体の存在も知らせ、孫に現場まで案内させた。それを見たモルダーはその死体がエイリアンであることに気が付く。
そこに、兵士を連れたシガレット・スモーキング・マンが現れ、モルダーが中にいることに気が付かないまま、証拠隠滅のためにエイリアンの死体に火を放った。

## 製作
クリス・カーターは本エピソードを製作しているときの様子を「アイデアが次々と浮かんできて、その量も膨大なものだった。原案ができてそれをスタッフ一同で読み合わせたとき、ダリン・モーガンが『いろんな要素を盛り込み過ぎて、台所のような状況になっている。』とコメントした。モーガンは盛り込まれた要素がどう展開していくのかが分からなかったのだと思う。私はあの原案の出来に大いに満足していた。私とドゥカヴニーは膝を突き合わせて原案の作成を行った。ドゥカヴニーが出してくれた多くのアイデアを受けて、私がそれを生かした脚本を書き上げたという感じだ。」「「アナサジ」をもってシーズン2が終わったのは最高だったと思う。答えよりも疑問の方が多く投げかけられたから。」と語っている。
本エピソードはシーズン1最終話の「三角フラスコ」と同様に、クリフハンガーである。モルダーの父親が陰謀に関与していたことが視聴者に提示されたにも拘らず、何も明かされないまま殺されたのは「『X-ファイル』ではどんな展開もありうるということ」を視聴者に示すためである。
ニューメキシコ州の採石場を再現するために、製作スタッフはバンクーバーにある採石場の跡地を1600ガロンのインクで赤色に塗った。赤色に塗られた跡地で撮影された映像に、ニューメキシコで撮影された映像とを合成することで、ニューメキシコ州の風景が再現された。また、より美しい画面にするために、澄み渡った青空を撮影した映像も合成された。なお、採石場跡地を赤インクで塗るにあたって、地元の環境保護団体から環境面に悪影響を与えないというお墨付きを得た。また、埋まっていた貨車という設定を再現するために、大きな穴が掘られた。その穴を掘る際にはダンプカー32台分の土砂が取り除かれた。
本エピソードにはクリス・カーターがスカリーを尋問するFBI捜査官としてカメオ出演している。

## 評価
1995年5月19日、FOXは本エピソードを初めてアメリカで放映し、1660万人の視聴者（960万世帯）を獲得した。
『エンターテインメント・ウィークリー』は本エピソードにA評価を下し、「視聴者をハラハラさせるような展開で圧倒させる。」「「アナサジ」を視聴したファンはシーズン3の放送が始まる夏が待ち遠しくなっただろう」と述べている。『A.V.クラブ』のザック・ハンドルンは本エピソードにA-評価を下し、「手に汗握る場面が数多くあった。」と述べ、ドゥカヴニーの演技を称賛した。その一方、「「アナサジ」以降、『X-ファイル』全体を通して展開される「ミソロジー」は焦点を失い始めたように感じる。伏線を回収することが困難になっているにも拘らず、番組は新たな謎を視聴者に提示している。」と苦言を呈している。『デン・オブ・ギーク』のニーナ・ソルディは「アナサジ」「祈り」「ペーパークリップ」の3部作を『X-ファイル』で2番目に出来が良かったエピソードに位置づけ、「後の「ミソロジー」の内容を基礎づけた3部作である。」と述べている。